# Forces armées canadiennes
Vous lisez un « bon article » labellisé en 2011.  Il fait partie d'un « bon thème ».
Pour les articles homonymes, voir FAC.
Les Forces armées canadiennes (FAC), officiellement les Forces armées canadiennes de Sa Majesté (en anglais : His Majesty's Canadian Armed Forces), sont l'organisation militaire responsable de la défense du Canada et de ses intérêts. Elles étaient auparavant connues sous le nom de Forces canadiennes (FC). Les FAC composent la majeure partie du ministère de la Défense nationale (MDN) dont le quartier général (QG) est situé à Ottawa en Ontario. Le principal mandat des FAC est la protection du Canada et la défense de sa souveraineté. Elles ont aussi pour rôle de contribuer à la paix mondiale en effectuant des missions à l'étranger. Avec 88 000 membres actifs, civils et militaires, l’organisation est le plus important employeur public au Canada.
Créée le 1er février 1968 lors de l'unification de la Marine royale canadienne, l’Armée canadienne et l’Aviation royale du Canada qui étaient jusque-là des structures distinctes, l’organisation est régie par la Loi sur la défense nationale qui dispose entre autres que « les Forces canadiennes sont les forces armées de Sa Majesté levées par le Canada. Elles constituent un service intégré appelé “Forces armées canadiennes” ». En effet, les Forces armées canadiennes comprennent les forces aériennes, maritimes et terrestres sous une même structure.
Quelque 8 000 militaires, soit environ le tiers de l'effectif déployable des FAC, sont directement impliqués pour les opérations à l'étranger que ce soit en entraînement en vue d'un déploiement, en mission ou en retour du théâtre. Les forces déployées ou en opération sont placées sous le Commandement des opérations interarmées du Canada. Quant à lui, le Commandement des Forces d'opérations spéciales du Canada est responsable des forces ainsi que des opérations spéciales que cela soit au Canada ou à l'étranger. De son côté, le Commandement du renseignement des Forces canadiennes centralise sous une même formation les unités de renseignement militaire des FAC.

## Rôle
Les Forces armées canadiennes sont régies par la Loi sur la défense nationale qui dispose entre autres que « les Forces canadiennes sont les forces armées de Sa Majesté levées par le Canada. Elles constituent un service intégré appelé « Forces armées canadiennes ». » Les Forces armées canadiennes reçoivent leurs mandats du gouvernement canadien. Ceux-ci sont décrits dans une stratégie de défense nommée « Le Canada d'abord ». Ainsi, le gouvernement a doté les Forces armées canadiennes de trois rôles : protéger le Canada et défendre sa souveraineté, défendre l'Amérique du Nord en collaboration avec les États-Unis et promouvoir la paix et la sécurité internationale en participant à des missions à l'étranger avec différents alliés,. La stratégie « Le Canada d'abord » définit six missions principales que les Forces armées canadiennes doivent accomplir potentiellement simultanément :
1. Mener des opérations quotidiennes nationales et continentales ;
2. Soutenir les évènements internationaux importants au Canada ;
3. Répondre à une attaque terroriste importante ;
4. Appuyer les autorités civiles en cas de crise au Canada ;
5. Diriger et/ou mener une opération internationale importante pour une période prolongée ;
6. Déployer des forces en cas de crise à l'étranger pour une période de plus courte durée.

Les FAC soutiennent les autres ministères et les organisations civiles au Canada en se déployant dans le cas de catastrophes naturelles et en effectuant des opérations de recherche et sauvetage,. Pour effectuer son rôle de défense de la souveraineté, les FAC effectuent des patrouilles en mer dans les océans Atlantique et Pacifique en plus d'avoir des militaires répartis sur l'ensemble du territoire. Les Rangers canadiens garantissent une présence militaire dans le Nord canadien. En effet, le mandat de protéger la souveraineté canadienne se manifeste concrètement dans le Nord à cause des richesses naturelles qui s'y trouvent et du passage maritime qui se développe à la suite de la fonte des glaces. Le gouvernement canadien a développé une stratégie pour le Nord qui inclut le contrôle du territoire et la protection de la souveraineté en ordonnant aux Forces armées canadiennes d'avoir une présence visible et de soutenir au besoin les autres ministères dans cette région,.

## Structure
Le roi est le commandant en chef de jure et le gouverneur général est le commandant en chef de facto représentant le roi. Les Forces armées canadiennes sont placées sous la responsabilité du gouvernement du Canada, plus précisément du ministère de la Défense nationale, qui est dirigé par le ministre de la Défense nationale. Ils sont composées de trois branches interarmées : l'Armée canadienne, l'Aviation royale du Canada et la Marine royale canadienne. Les trois commandements opérationnels sont quant à eux composés du Commandement des opérations interarmées du Canada, le Commandement des Forces d'opérations spéciales du Canada et le Commandement du renseignement des Forces canadiennes. En plus de ces commandements, le chef du personnel militaire fournit les directives aux FAC en ce qui concerne la gestion du personnel. À ce chapitre, il est donc responsable du recrutement, de l'instruction, du soutien aux blessés et aux familles ainsi que de la reconnaissance du mérite du personnel militaire.
Les FAC comprennent la Force régulière et la Force de réserve. Les réguliers sont des militaires professionnels travaillant pour les FAC à temps plein. La réserve comprend principalement la Première réserve qui est composée de réservistes travaillant surtout à temps partiel. Cependant, les réguliers et les réservistes suivent un entrainement similaire. En effet, chaque membre des FAC se doivent de suivre un standard strict quant à l'entraînement reçu, alors les réguliers et les réservistes travaillent ensemble et se voient offrir des possibilités d'instructions similaires, dans le but de permettre un meilleur support entre les deux manières de servir le bien des citoyens canadiens. L'effectif comprend également les Rangers canadiens qui sont des volontaires au service des FAC pour assurer la présence dans les territoires peu habités surtout dans le Nord canadien. De plus, les anciens réguliers et réservistes font partie de la réserve supplémentaire qui n'a aucun devoir envers les FAC, mais qui peut être rappelée en cas de crise. La Force régulière comprend plus de 68 000 membres et la réserve en comprend environ 25 000 incluant 4 000 rangers,. De plus, le MDN et les FAC emploient également 28 000 civils. Le MDN est ainsi le plus important employeur public du Canada. La Force régulière des Forces canadiennes constitue la 56e plus importante armée régulière au monde selon Radio-Canada.
| Année | Effectif de la Force régulière | Effectif rémunéré de la Première réserve (approximé) |
| ----- | ------------------------------ | ---------------------------------------------------- |
| 2004  | 61 394                         | 26 259                                               |
| 2005  | 61 460                         | 27 898                                               |
| 2006  | 62 703                         | 27 449                                               |
| 2007  | 63 716                         | 22 830                                               |
| 2008  | 64 397                         | 19 750                                               |
| 2009  | 65 890                         | 21 057                                               |
| 2011  | 68 136                         | 27 898                                               |
| 2014  | 63 000                         | 24 000                                               |
| 2022  | 66 500                         | 34 400                                               |

### Commandant en chef
Selon l'article 15 de la Loi constitutionnelle de 1867 qui définit le fonctionnement du gouvernement du Canada, « le roi continuera d'être et est par la présente attribuée le commandement en chef des milices de terre et de mer et de toutes les forces militaires et navales en Canada ». Cependant, en 1904, la Loi sur la Milice statue que « le commandant en chef de la Milice continuerait d'être sous l'autorité du roi et d'être administré par Sa Majesté ou par son représentant, le gouverneur général ». Depuis cette époque, le gouverneur général est autorisé par le souverain à porter le titre de « gouverneur général et commandant en chef au et sur le Canada » localement et de « gouverneur général et commandant en chef du Canada » internationalement. Les lettres patentes de 1947 du roi George VI permettent au gouverneur général d'exercer la plupart des tâches de chef d'État au Canada et le nouveau cahier des charges fait référence au rôle de commandant en chef sur le Canada.
De par la pratique parlementaire, le Premier ministre du Canada a de facto le commandement et le contrôle des Forces armées canadiennes. Cependant, toute déclaration de guerre doit être cosignée par le gouverneur général ou le souverain. Le gouverneur général a le rôle de nommer le chef d'état-major de la Défense (CEMD) sous recommandation du premier ministre. De plus, il s'occupe de plusieurs rôles cérémoniels en étant responsable d'approuver les nouveaux drapeaux et insignes, en présidant différentes cérémonies militaires, en décernant les distinctions importantes et en signant les brevets d'officier. Le commandant en chef est autorisé à porter l'uniforme des Forces armées canadiennes lors des cérémonies. D'ailleurs, il peut porter l'uniforme des trois environnements selon la cérémonie.
Depuis le 26 juillet 2021, le commandant en chef du Canada est la très honorable Mary Simon chargée de représenter Sa Majesté le roi Charles III.

### Ministère de la Défense nationale et état-major

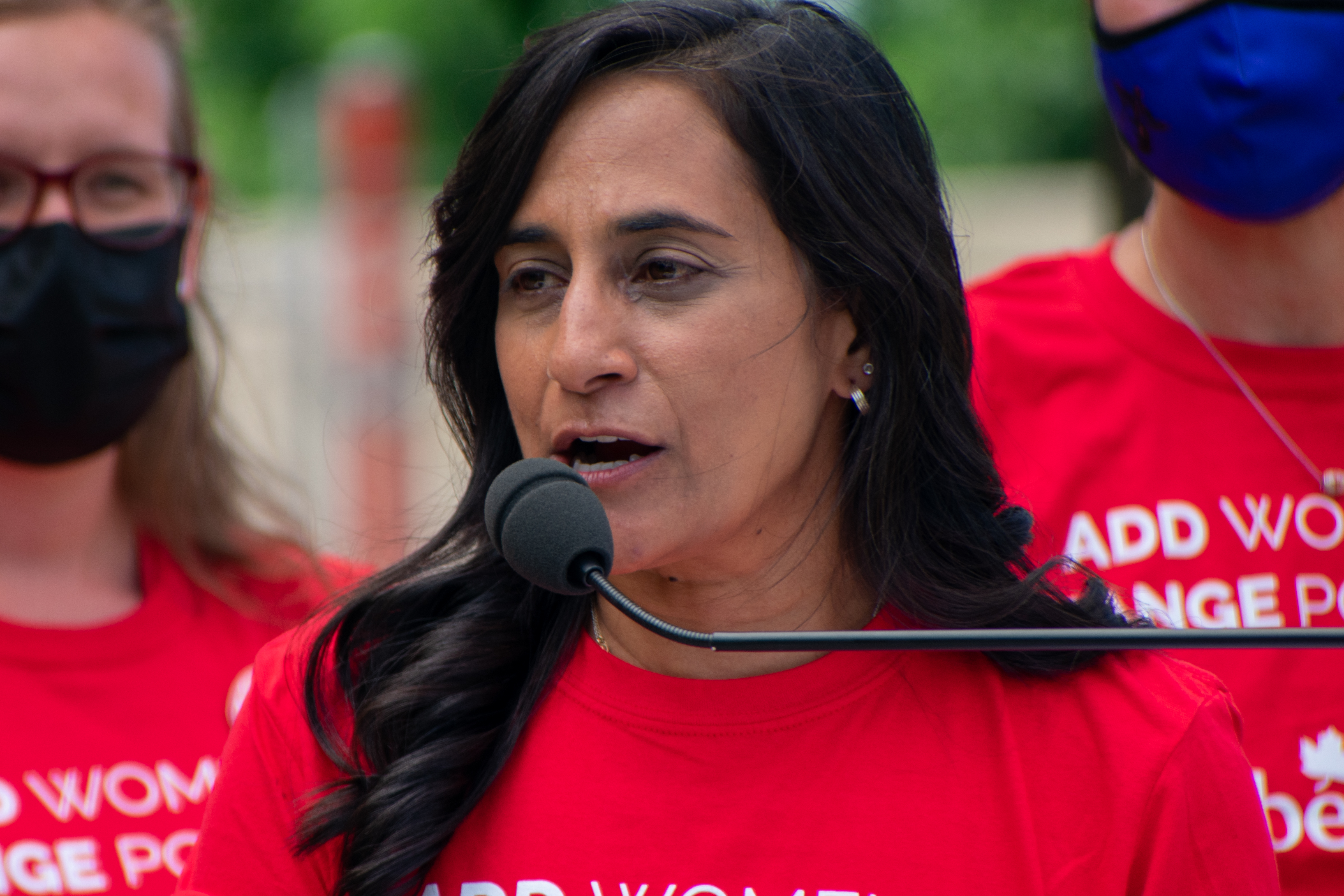
Anita Anand, la ministre de la Défense nationale, en 2021.

Le ministère de la Défense nationale définit les politiques régissant les Forces armées canadiennes. Il s'agit du plus grand ministère du gouvernement fédéral. Le ministre de la Défense nationale fait partie du Cabinet du Canada et est nommé par le premier ministre. Il s'agit généralement d'un membre du Parlement. C'est par son entremise que le gouvernement canadien donne des tâches aux FAC. Depuis le 26 juillet 2023, Bill Blair est le ministre de la Défense nationale.
Le commandant des Forces canadiennes sur le plan militaire est le chef d'État-major de la Défense qui commande à partir des quartiers généraux de la Défense nationale (QGDN) à Ottawa. Il se rapporte directement au ministre de la Défense nationale et il s'agit du seul militaire portant le grade de général au sein des FAC. Le général Jennie Carignan occupe ce poste depuis le 24 février 2021.

### Armée canadienne

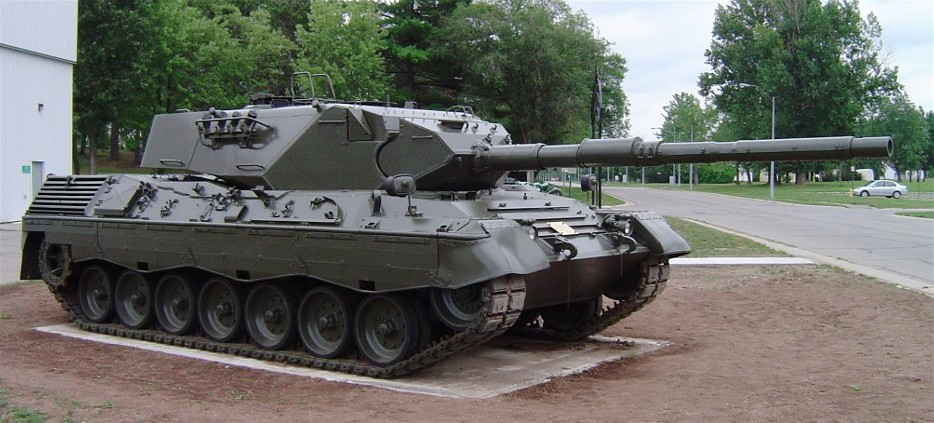
Un char de combat Leopard C1

L'Armée canadienne est la plus grande branche des FAC avec ses 47 100 militaires. Elle comprend six types d'unité : l'infanterie, l'artillerie, l'arme blindée, le génie de combat, le soutien au combat et les transmissions. Les quartiers généraux de la force terrestre sont localisés avec ceux de la Défense nationale à Ottawa et son chef d'état-major est le lieutenant-général Paul Wynnyk,.
L'Armée canadienne est divisée en six formations : les 1re, 2e, 3e, 4e et 5e Division du Canada ainsi que le Centre de la doctrine et de l'instruction de l'Armée canadienne. La 1re Division du Canada est composée d'unités déployables et est notamment responsable pour les opérations d'évacuation de non-combattants et les déploiements en cas de catastrophe. Les 2e, 3e, 4e et 5e Division du Canada sont des commandements correspondant à une région géographique du Canada. Le Centre de la doctrine et de l'instruction de l'Armée canadienne est une formation comprenant les unités responsables de l'instruction.
Les 2e, 3e et 4e Division du Canada comprennent chacune un groupe-brigade mécanisé regroupant la majorité des unités de la Force régulière de l'Armée canadienne. Chaque groupe-brigade mécanisé est composé de trois bataillons d'infanterie, d'un régiment blindé, d'un régiment d'artillerie, d'un régiment de génie de combat, d'un escadron de reconnaissance et d'unités de soutien. La majorité des unités de la Première réserve font partie d'un groupe-brigade au sein de la 2e, 3e, 4e ou 5e Division du Canada. De son côté, la 1re Division du Canada comprend un régiment d'appui du génie, un régiment de défense antiaérienne et un escadron de guerre électronique.
Les unités régulières de l'Armée canadienne sont principalement stationnées dans sept grandes bases : Gagetown au Nouveau-Brunswick, Valcartier au Québec, Kingston et Petewawa en Ontario, Shilo au Manitoba ainsi qu'Edmonton en Alberta. Au sein de la Première réserve, l'Armée canadienne est composée d'un total de 124 unités réparties dans une centaine de localités au travers du Canada. Les Rangers canadiens font également partie de la Première réserve de l'Armée canadienne. Ils sont répartis en 164 groupes de patrouille dans autant de localités au travers du Canada.
| Réguliers | Réservistes | Civils |
| --------- | ----------- | ------ |
| 25 500    | 16 000      | 5 600  |

### Aviation royale canadienne

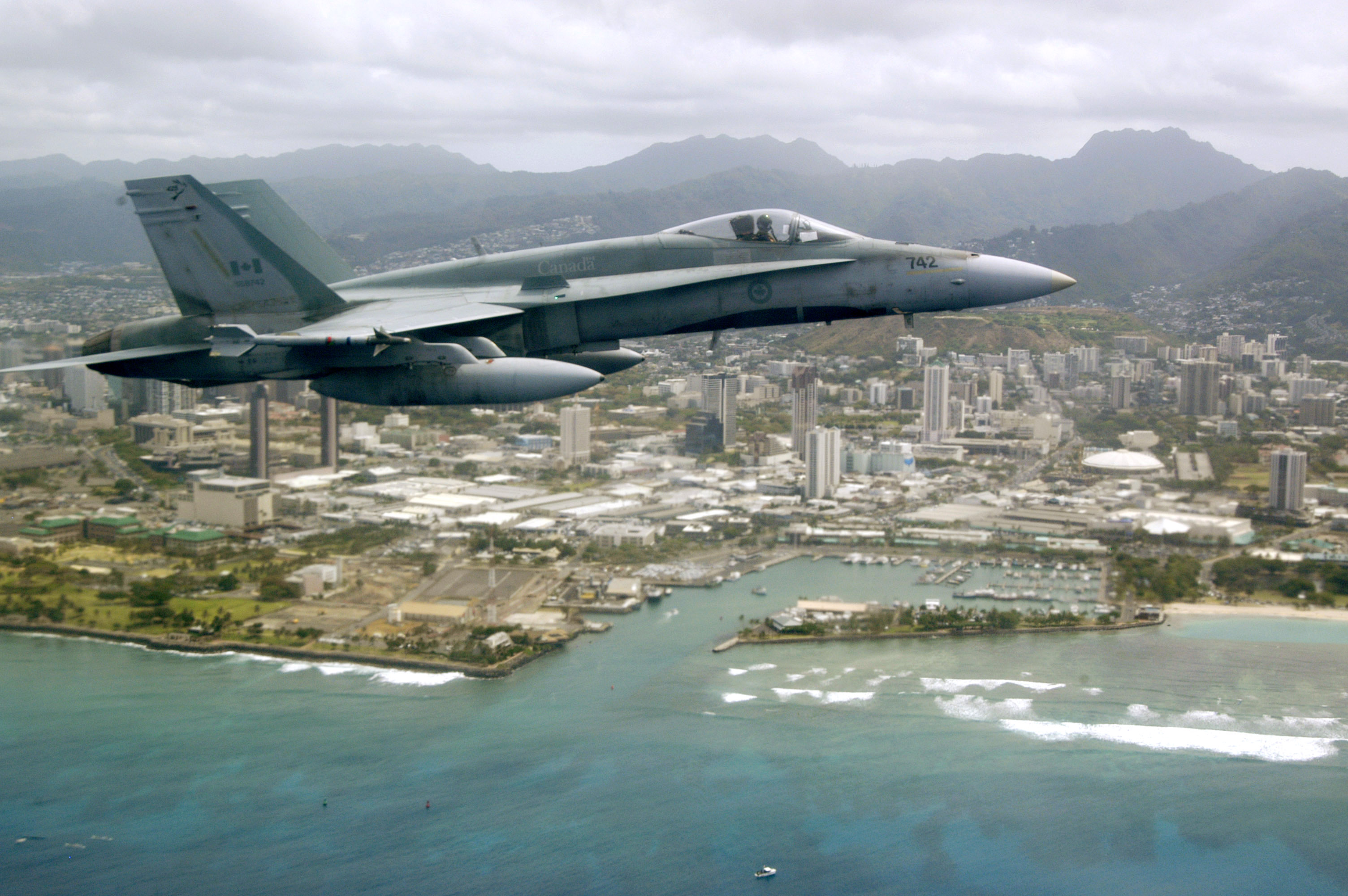
Un avion de chasse CF-18A

L'Aviation royale du Canada (ARC) est la branche des opérations aériennes des FAC et une composante majeure du Commandement de la défense aérospatiale de l'Amérique du Nord ou NORAD. Ses unités sont réparties dans treize escadres,. Les quartiers généraux de l'ARC sont localisés avec les quartiers généraux de la Défense nationale à Ottawa et son chef d'état-major est le lieutenant-général Michael Hood (en).
Les unités opérationnelles de l'Aviation royale du Canada font partie de la 1re Division aérienne du Canada (1re DAC) dont les quartiers généraux sont situés sur la base des Forces canadiennes (BFC) Winnipeg au Manitoba. Le commandant de la 1re DAC est le major-général J.J.P. St-Amand. Il a également le contrôle de la région canadienne du NORAD. La 2e Division aérienne du Canada est responsable de la doctrine et de l'entraînement.
| Réguliers | Réservistes | Civils |
| --------- | ----------- | ------ |
| 14 500    | 2 600       | 2 500  |

### Marine royale canadienne

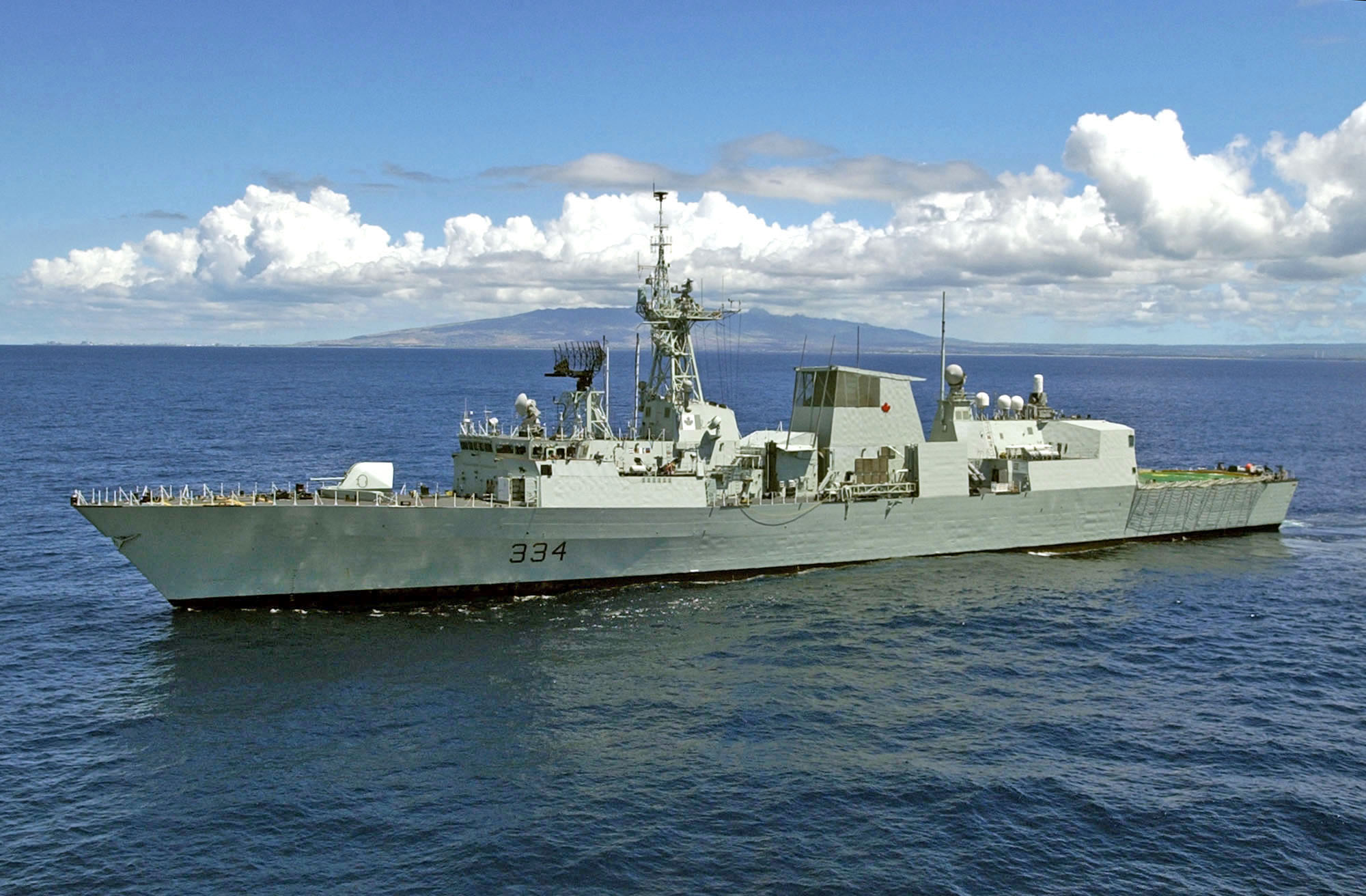
Le.

Le rôle de la Marine royale canadienne (MRC) est important puisque le Canada est bordé par trois océans en plus des Grands Lacs. La MRC est responsable de tous les navires canadiens de Sa Majesté (NCSM) qui comprennent 29 navires de guerre,. Les navires sont répartis en deux flottes : les Forces maritimes de l'Atlantique (FMAR[A]) basées sur la BFC Halifax en Nouvelle-Écosse et les Forces maritimes du Pacifique (FMAR[P]) basées sur la BFC Esquimalt en Colombie-Britannique. Le chef d'état-major de la Force maritime est le vice-amiral Mark Norman. Il est secondé par trois contre-amiraux qui sont le commandant des FMAR[A], le commandant des FMAR[P] et le commandant de la Réserve navale.
Comme toutes les composantes des FAC, la MRC a pour principal rôle d'assurer la défense du Canada. Ce rôle se définit au sein de la marine par la responsabilité d'assurer la souveraineté canadienne en effectuant des patrouilles dans les eaux territoriales et en protégeant les ressources naturelles qui s'y trouvent,. De plus, la marine supporte d'autres ministères en fournissant entre autres du support lors de catastrophes naturelles, en effectuant des patrouilles contre le commerce de drogues, en faisant respecter la Loi sur les pêches et en effectuant des opérations de recherche et sauvetage. Bien que l'aéronautique navale appartienne à la Marine royale canadienne, sa capacité opérationnelle est placée sous l'Aviation royale du Canada.
| Réguliers | Réservistes | Civils |
| --------- | ----------- | ------ |
| 12 570    | 4 111       | 3 800  |

| Type de navire                                     | Forces maritimes de l'Atlantique | Forces maritimes du Pacifique |
| -------------------------------------------------- | -------------------------------- | ----------------------------- |
| Navire de patrouille extra-côtier et de l'Arctique | 1                                | 0                             |
| Frégate                                            | 7                                | 5                             |
| Ravitailleur                                       | 0                                | 0                             |
| Sous-marin                                         | 2                                | 2                             |
| Navire de défense côtière                          | 6                                | 6                             |
| Total                                              | 15                               | 14                            |

### Commandement des opérations interarmées du Canada
En octobre 2012, le Commandement Canada, le Commandement de la Force expéditionnaire du Canada et le Commandement du soutien opérationnel du Canada furent fusionnés pour créer le Commandement des opérations interarmées du Canada (COIC). Le COIC est responsable de toutes les opérations des Forces armées canadiennes au Canada et à l'étranger, à l'exception des opérations exclusives des Forces spéciales. En fait, les trois commandements environnementaux, l'Armée canadienne, l'Aviation royale du Canada et la Marine royale canadienne, sont responsables de générer des forces aptes à effectuer des opérations. Ces dernières sont alors placées sous le COIC pour les déploiements opérationnels. Le COIC comprend trois composantes principales : les opérations continentales, les opérations expéditionnaires et le soutien opérationnel.

### Commandement des Forces d'opérations spéciales du Canada
Le Commandement des Forces d’opérations spéciales du Canada (COMFOSCAN) est responsable des unités des Forces spéciales qui ont un niveau de souplesse plus élevé et des techniques non traditionnelles. Ces unités incluent la Deuxième Force opérationnelle interarmées, le Régiment d'opérations spéciales du Canada, l'Unité interarmées d'intervention du Canada et le 427e Escadron d'opérations spéciales d'aviation,. Il s'occupe des interventions rapides nécessitant le besoin de forces spéciales au Canada comme à l'étranger,,. Il coordonne ses efforts avec les trois commandements environnementaux puisque son rôle est souvent de fournir ses forces d'opérations spéciales pour les opérations menées par un de ces trois commandements. Ses tâches principales sont l'antiterrorisme et de s'occuper des missions de haute importance. La devise du COMFOSCAN est Viam Invenimius, « Nous trouverons un moyen ».
| Unité                                           | Base               |
| ----------------------------------------------- | ------------------ |
| Deuxième Force opérationnelle interarmées       | Ottawa (Ontario)   |
| 427e Escadron d'opérations spéciales d'aviation | Petawawa (Ontario) |
| Unité interarmées d'intervention du Canada      | Trenton (Ontario)  |
| Régiment d'opérations spéciales du Canada       | Petawawa (Ontario) |

### Commandement du renseignement des Forces canadiennes
Le Commandement du renseignement des Forces canadiennes (COMRENSFC) a été formé en 2013 et centralise sous une même formation les unités de renseignement militaire des Forces armées canadiennes. En plus de son quartier général, le COMRENSFC comprend cinq unités.
| Unité                                                      | Base                         |
| ---------------------------------------------------------- | ---------------------------- |
| Centre d’imagerie interarmées des Forces canadiennes       | Ottawa (Ontario)             |
| Centre météorologique interarmées                          | Gagetown (Nouveau-Brunswick) |
| Force opérationnelle interarmées X                         | Kingston (Ontario)           |
| Unité nationale de contre-ingérence des Forces canadiennes | Ottawa (Ontario)             |
| Service de cartographie                                    | Ottawa (Ontario)             |

## Uniformes

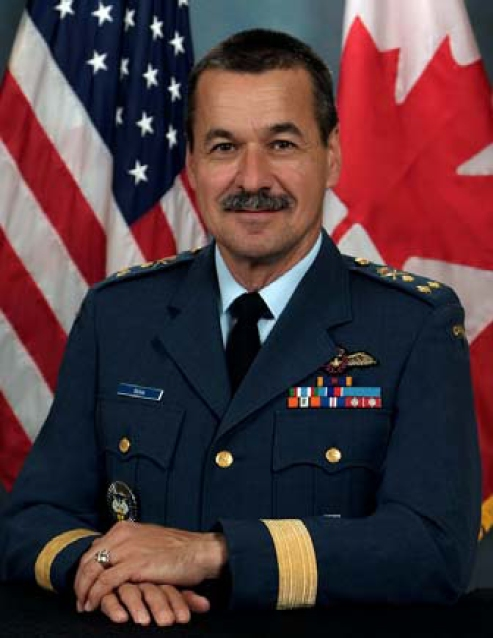
Le lieutenant-général Marcel Duval portant l'uniforme distinctif de la Force aérienne en 2009

Les membres des Forces armées canadiennes portent un uniforme qui est leur tenue officielle. Historiquement, l'uniforme servait à distinguer les soldats au cours des batailles. Aujourd'hui, il est devenu un symbole d'identité et de fierté pour les soldats.
Il existe trois uniformes distinctifs pour chacun des éléments, air, mer et terre, qui sont respectivement bleu, noir et vert. Les uniformes pour l'aviation et la marine ont été introduits à la fin des années 1980. En effet, après l'unification de l'Aviation royale du Canada, de la Marine royale canadienne et de l'Armée canadienne sous une même structure en 1968, un uniforme vert standard avait été mis en place pour tous les membres des Forces armées canadiennes. Les uniformes aérien et maritime ainsi réintroduits sont similaires à ceux portés avant 1968. Les métiers qui n'ont pas d'élément déterminé comme les commis, les policiers militaires ou les padrés peuvent choisir l'uniforme de leur choix ou s'en voient assigner un.

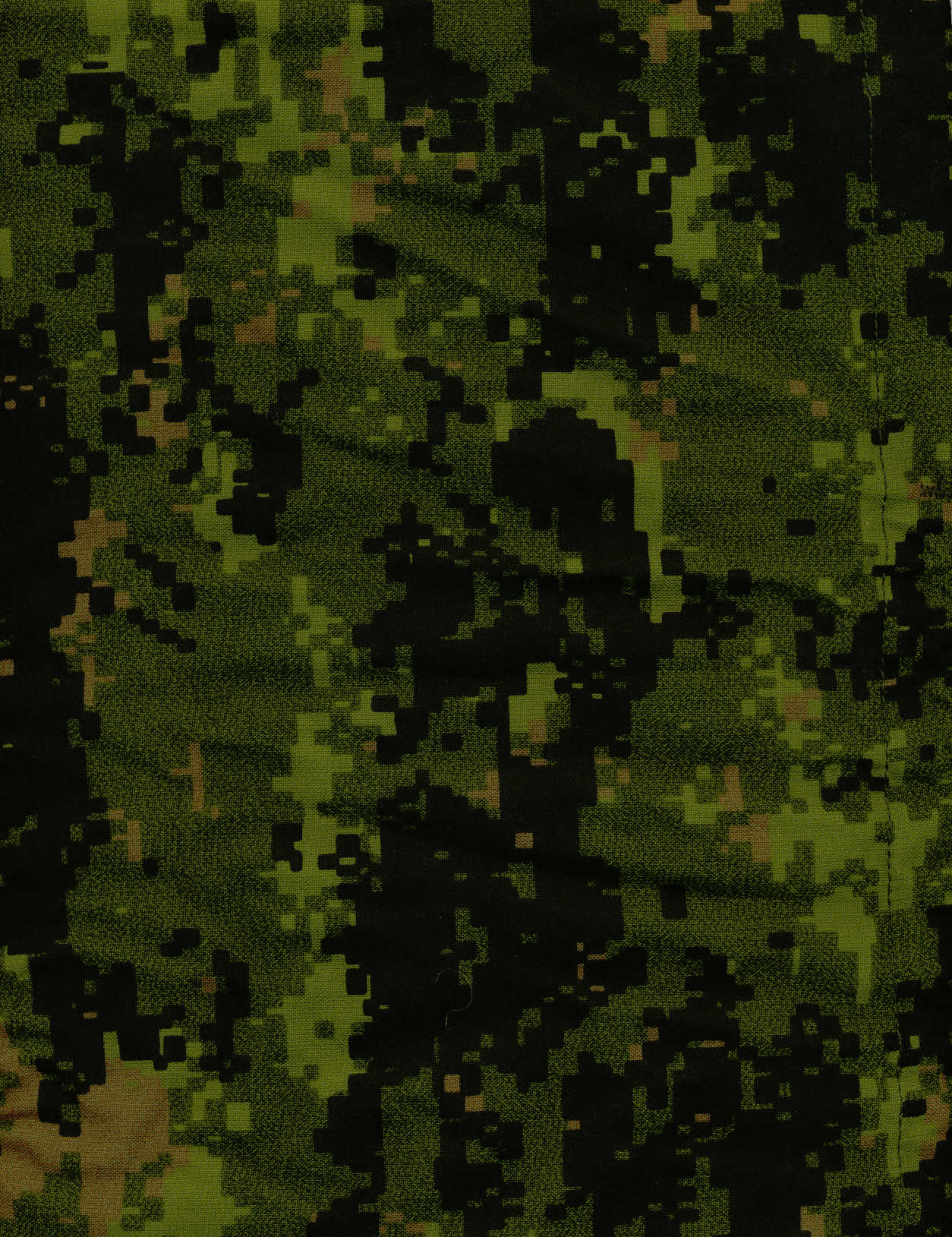
Dessin de camouflage canadien

L'uniforme de champ est composé de motifs de camouflage vert appelés « dessin de camouflage canadien » ou D Cam CMD. Celui-ci a commencé à être distribué à l'armée de terre en 2002 ; avant cette date, un uniforme de combat vert olive était porté. Une version beige du même uniforme existe pour les opérations se déroulant dans un environnement désertique comme en Afghanistan. La marine possède son propre uniforme de combat qui est composé d'une chemise bleue et d'un pantalon noir. De son côté, l'aviation utilise un uniforme de vol vert en plus de l'uniforme de combat au D Cam CMD.

## Budget militaire
La responsabilité de la défense du Canada relève exclusivement du gouvernement fédéral. Ainsi, les dépenses militaires sont planifiées dans le budget fédéral.
Celui-ci a varié fortement entre les années 1990 et 2010. Il était, en 1993, de 19,746 milliards de dollars canadiens (en valeur de 2015). Il a atteint un minimum de 15,218 milliards de dollars en 1997, soit une baisse de 23 %, avant de remonter, en 2006, à son niveau de 1993, puis, d'atteindre un pic de 21,806 milliards de dollars en 2009. En 2015, il baissa à 18,942 milliards de dollars.
Pour l'année fiscale 2008-2009, le budget de la Défense nationale était de 18 milliards de dollars canadiens comparativement à 15 milliards pour l'année fiscale 2005-2006,,. Pour 2008-2009, les dépenses militaires représentaient environ le cinquième de toutes les dépenses directes du gouvernement fédéral. Le budget de la défense est le quatrième plus important domaine de dépense du gouvernement fédéral après l'assurance-emploi et les pensions de vieillesse, le paiement de transfert aux provinces et le service de la dette. Cependant, en 2010, le gouvernement a décidé de réduire la croissance du budget militaire. Ainsi, le budget de 2010 prévoit une réduction de la croissance du budget militaire de 525 millions de dollars pour 2012-2013 et de 1 milliard par année à partir de 2013-2014. Le budget alloué à la défense en 2010 est de 21,3 milliards de dollars selon le budget de 2007. La majorité du budget alloué au MDN est utilisé pour les dépenses de fonctionnement (67 %) ; ensuite viennent les dépenses en capital (19 %) et les contributions pour les avantages sociaux des militaires (5 %).
Les dépenses reliées à la disponibilité opérationnelle de l'armée de terre représentent 19 % du budget, celle de la Force aérienne 11 % et celle de la Force maritime 9 % en plus de 10 % pour la disponibilité opérationnelle commune et interarmées. L'acquisition et la disposition du matériel et de l'équipement représentent 15 % du budget de la défense. 3 % du budget est utilisé pour les programmes de recrutement et de formation initiale.
Selon le CIA World Factbook et à partir d'estimations de 2005, le budget alloué à la défense du Canada représente 1,1 % de son produit intérieur brut (PIB) et le place ainsi au 126e rang au niveau mondial. En comparaison, les États-Unis ont alloué 4,1 % de leur PIB à la défense la même année. Selon Radio-Canada, en 2005, le Canada avait le 14e plus important budget militaire au monde.

### Données de la banque mondiale
L'évolution du budget de la défense (avec salaires) canadien en milliards de dollars US courant selon les données de la Banque mondiale est la suivante,,:
| Année | Budget de la défense | % du PNB | % dépenses publiques |
| ----- | -------------------- | -------- | -------------------- |
| 1989  | $ 10 747 134 689     | 1,93     | 4,19                 |
| 1990  | $ 11 414 631 847     | 1,96     | 3,98                 |
| 1991  | $ 11 338 503 299     | 1,90     | 3,60                 |
| 1992  | $ 10 788 803 124     | 1,86     | 3,46                 |
| 1993  | $ 10 268 822 622     | 1,82     | 3,44                 |
| 1994  | $ 9 577 377 640      | 1,70     | 3,37                 |
| 1995  | $ 9 176 903 908      | 1,55     | 3,17                 |
| 1996  | $ 8 615 884 471      | 1,40     | 2,98                 |
| 1997  | $ 7 945 140 183      | 1,25     | 2,79                 |
| 1998  | $ 7 748 607 984      | 1,26     | 2,82                 |
| 1999  | $ 8 210 778 540      | 1,24     | 2,90                 |
| 2000  | $ 8 299 385 231      | 1,12     | 2,75                 |
| 2001  | $ 8 375 571 425      | 1,14     | 2,76                 |
| 2002  | $ 8 495 399 281      | 1,12     | 2,76                 |
| 2003  | $ 9 958 245 602      | 1,12     | 2,76                 |
| 2004  | $ 11 336 489 831     | 1,11     | 2,82                 |
| 2005  | $ 12 988 132 964     | 1,11     | 2,87                 |
| 2006  | $ 14 809 892 803     | 1,13     | 2,90                 |
| 2007  | $ 17 417 139 931     | 1,19     | 3,08                 |
| 2008  | $ 19 342 058 405     | 1,25     | 3,21                 |
| 2009  | $ 18 936 226 052     | 1,38     | 3,17                 |
| 2010  | $ 19 315 688 825     | 1,19     | 2,77                 |
| 2011  | $ 21 393 720 864     | 1,19     | 2,87                 |
| 2012  | $ 20 452 107 111     | 1,12     | 2,73                 |
| 2013  | $ 18 515 731 210     | 1,00     | 2,51                 |
| 2014  | $ 17 853 640 478     | 0,99     | 2,58                 |
| 2015  | $ 17 937 641 895     | 1,15     | 2,88                 |
| 2016  | $ 17 782 775 543     | 1,16     | 2,86                 |
| 2017  | $ 22 269 696 323     | 1,35     | 3,34                 |
| 2018  | $ 22 729 327 580     | 1,32     | 3,23                 |
| 2019  | $ 22 394 875 659     | 1,29     | 3,14                 |
| 2020  | $ 23 281 319 911     | 1,42     | 2,68                 |
| 2021  | $ 26 449 162 679     | 1,32     | 2,74                 |

## Histoire

### Création

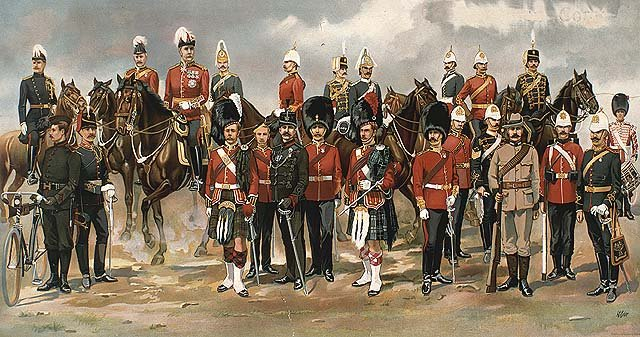
Uniformes de la Milice en 1898

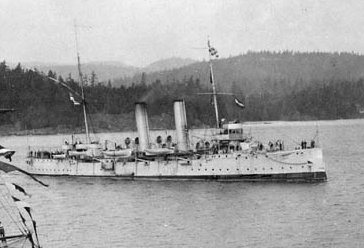
Le NCSM Rainbow, l'un des deux premiers navires de la Marine royale canadienne

Du XVIIe au XIXe siècle, des citoyens locaux servaient en tant que membres réguliers des forces françaises et britanniques et au sein de milices locales comme la milice coloniale à l'époque de la Nouvelle-France. La mission de ces milices était la défense des communautés locales contre les menaces comme les raids amérindiens et féniens ainsi que les invasions britanniques, françaises et américaines au cours, entre autres, de la guerre de Sept Ans, de la révolution américaine et de la guerre anglo-américaine de 1812. Certaines unités militaires toujours actives aujourd'hui ont un héritage remontant à cette époque. Cependant, la création d'unités de milice canadiennes débuta vraiment pour défendre l'Amérique du Nord britannique contre l'invasion américaine.
C'est avec la création de la Confédération canadienne en 1867 et le départ des troupes britanniques que la défense devint une responsabilité canadienne. Cependant, la Royal Navy, la marine britannique, continua d'assurer la défense maritime. Des petites batteries d'artillerie furent mises en place à Québec et à Kingston et des écoles professionnelles militaires commencèrent à se former afin de développer la profession des armes à partir de la Milice canadienne. Le premier déploiement outremer des forces militaires canadiennes eut lieu pour la seconde guerre des Boers en Afrique du Sud. Les troupes canadiennes manquèrent les premières batailles du conflit, mais s'illustrèrent en menant la charge de la bataille de Paardeberg. La Marine royale canadienne fut créée en 1910. Les deux premiers navires furent le NCSM Niobe et le NCSM Rainbow (1891), deux croiseurs protégés.

### Guerres mondiales

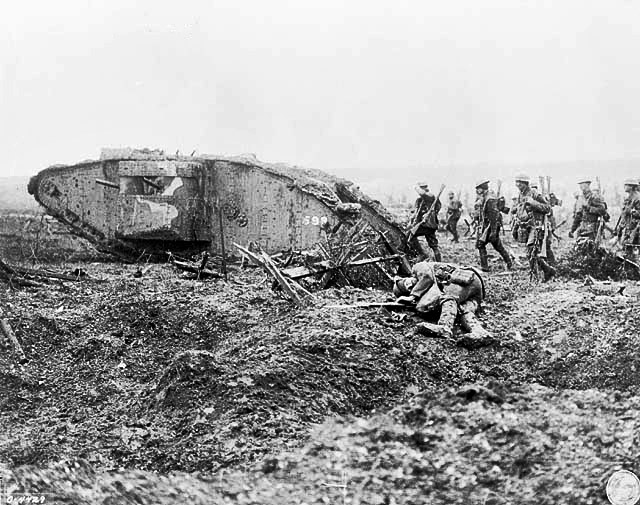
Soldats canadiens avançant derrière un char d'assaut à la bataille de la crête de Vimy, la plus grande victoire militaire canadienne de la Première Guerre mondiale

Lorsque le Royaume-Uni entra en guerre contre l'Allemagne en 1914, tous les dominions de l'Empire britannique incluant le Canada furent appelés à servir aux côtés des troupes britanniques dans les théâtres d'opérations européens. À cette époque, la Force régulière ne comprenait que 3 110 hommes et était mal équipée. De son côté, la Marine royale canadienne venait tout juste d'être créée. Néanmoins, une vaste campagne de recrutement s'amorça au travers tous les centres de recrutement du pays et 32 000 hommes furent rassemblés au camp Valcartier au Québec pour former le premier contingent canadien. Le Canada envoya cinq divisions afin de combattre sur le front de l'Ouest. Les militaires canadiens participèrent à la bataille de la Somme qui vit la perte de 24 000 soldats canadiens. La bataille de la crête de Vimy le 9 avril 1917 fut la principale victoire canadienne au cours de la campagne et permit l'affirmation de l'Armée canadienne sur le plan international,.
À cette époque, le Canada ne disposait d'aucune force aérienne indépendante, mais plusieurs Canadiens servaient au sein des forces aériennes britanniques. En 1914, le gouvernement fédéral autorisa la formation du Corps d'aviation canadien afin d'accompagner le corps expéditionnaire en Europe. Cependant, ce corps d'aviation ne comportait qu'un seul avion et trois membres dont aucun n'était un pilote qualifié, donc l'avion ne fut jamais déployé. Le corps est finalement démantelé en 1915. Une seconde tentative pour créer une force aérienne au Canada a été effectuée en 1919 alors que le gouvernement canadien venait de prendre le contrôle sur deux escadrilles britanniques pour former la Force aérienne canadienne. Cependant, cette force ne fut jamais mise en service et fut démantelée en 1920. L'Aviation royale du Canada est finalement formée pour de bon le 1er avril 1924. Après la Première Guerre mondiale, le ministère de la Défense et de la Milice entreprend une réorganisation des forces armées canadiennes.

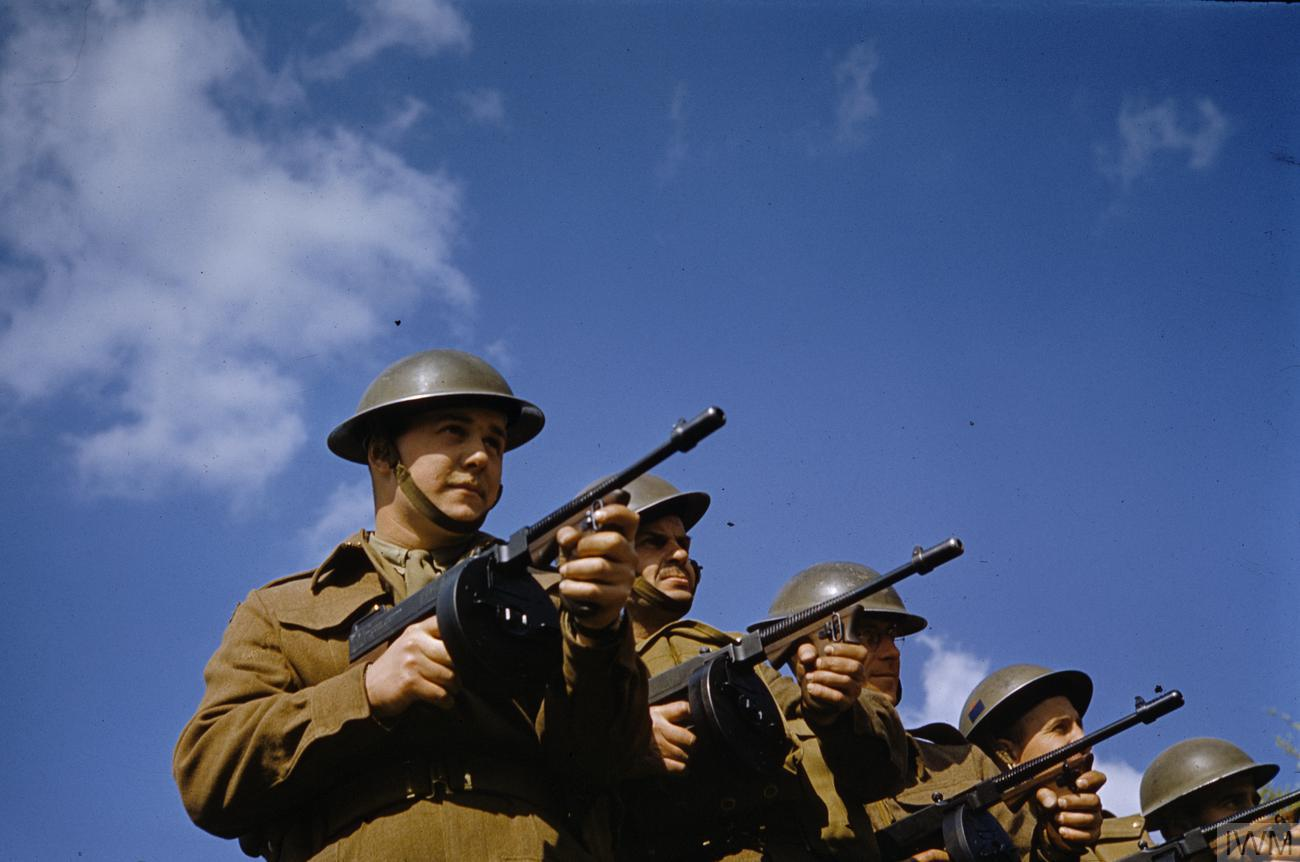
Soldats canadiens en Angleterre armés de Thompson en 1942

Le Canada entra dans la Seconde Guerre mondiale le 10 septembre 1939 en déclarant la guerre à l'Allemagne. La Marine royale canadienne appuyée par la Marine marchande du Canada joua un rôle crucial au cours des batailles de l'Atlantique et du Saint-Laurent. Les Canadiens participèrent au débarquement de Dieppe qui fut l'opération qui vit une division perdre le plus grand nombre de soldats en une seule journée de toute la campagne en Europe. 3 367 Canadiens furent tués ou faits prisonniers lors du débarquement. La 1re Division d'infanterie canadienne participa au débarquement en Sicile et à la campagne qui suivit. À la fin de cette dernière, elle prit part à l'invasion de l'Italie. La 3e Division d'infanterie canadienne participa au débarquement en Normandie. Les troupes canadiennes s'illustrèrent dans plusieurs batailles au cours de la campagne.

### Situation après la Seconde Guerre mondiale et guerre de Corée
À la suite de la Seconde Guerre mondiale, le Canada devint un membre fondateur de l'OTAN et un signataire du traité du NORAD. Au cours de la guerre froide, le Canada s'engage à lutter contre le bloc communiste et entreprend des mesures de défenses telles que la ligne DEW dans le Nord canadien. À la fin des années 1940, le Canada possédait la troisième marine et la quatrième force aérienne au monde en plus d'avoir la plus grande armée de volontaires jamais levée par ce pays. Elle déploie une brigade sous commandement britannique en Allemagne de l'Ouest de 1951 à 1993 ainsi que des escadrons de chasse dans ce pays et en France, quittant celle-ci en 1967.
Plusieurs soldats canadiens furent employés au sein de la première division du Commonwealth pour prendre part à la guerre de Corée. Ils se distinguèrent particulièrement au cours de la bataille de Kapyong. La Marine royale envoya également des navires pour soutenir l'effort de guerre au cours de ce conflit.

### Maintien de la paix et Afghanistan

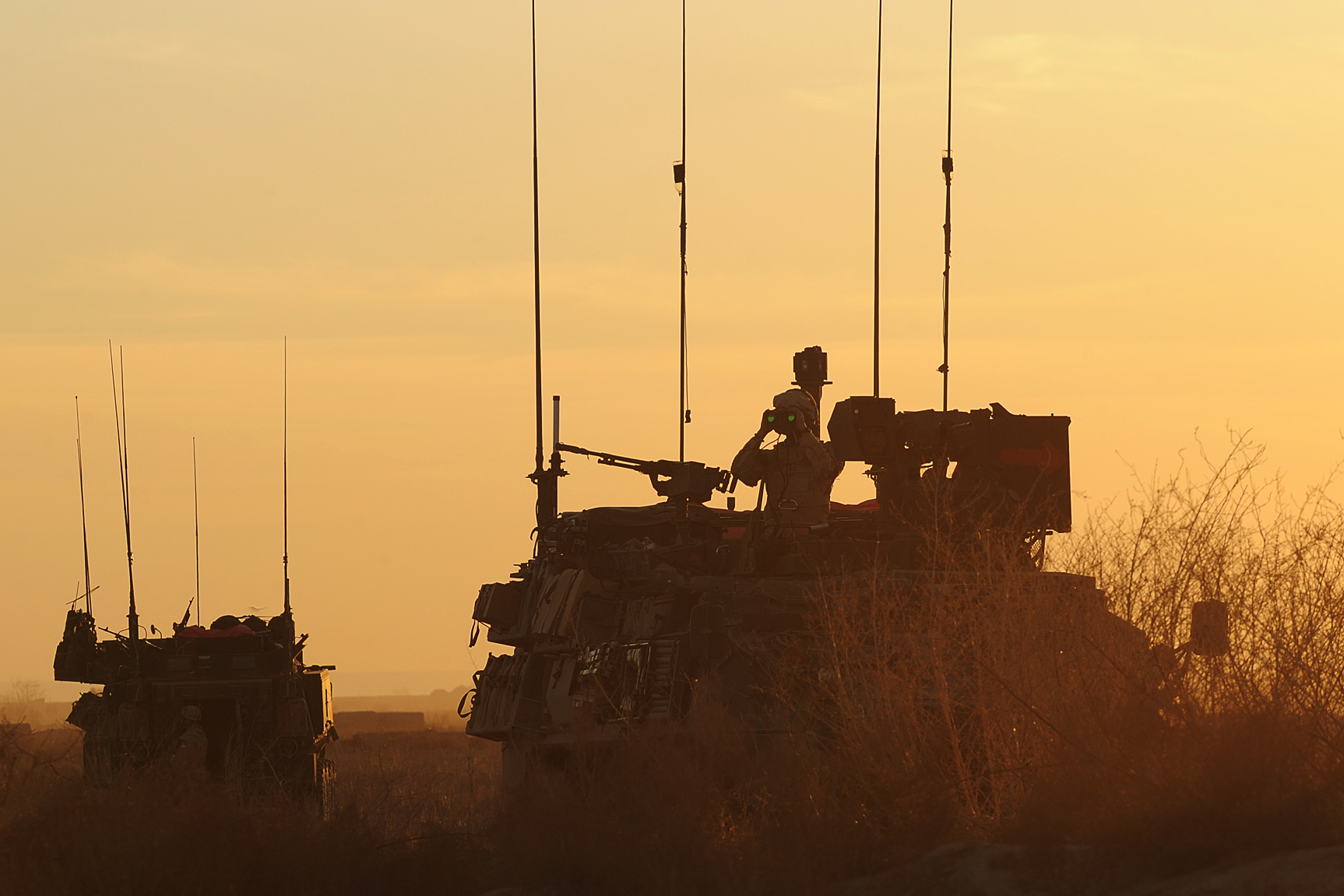
Patrouille en VBL III du Princess Patricia's Canadian Light Infantry en Afghanistan

Le Canada a été un instigateur important des missions de maintien de la paix de l'ONU. En effet, Lester B. Pearson, alors ministre aux Affaires étrangères, proposa la notion d'une force de maintien de la paix dirigée par l'ONU en 1956. Le 1er février 1968, la Marine royale canadienne, l'Armée canadienne et l'Aviation royale du Canada furent réunies sous une structure unifiée. Les missions importantes incluent l'île de Chypre et la Bosnie-Herzégovine. En fait, la réponse canadienne à l'opération croate de la poche de Medak en Bosnie en 1993 fut la plus importante bataille des Forces armées canadiennes depuis la guerre de Corée. Les Forces armées canadiennes connurent des moments difficiles durant les opérations en Somalie en 1993 qui forcèrent le démantèlement du Régiment aéroporté canadien.
À partir du milieu des années 1990, le Canada commença à être davantage impliqué dans les missions sous l'égide de l'OTAN. À partir de 2001, le Canada envoyait des soldats pour prendre part à la guerre d'Afghanistan ; ils y effectuaient des rotations de six mois. Jusqu'en décembre 2011, la majeure partie des déploiements en Afghanistan se faisaient dans le cadre de l'opération Athéna. Les Canadiens étaient à l'œuvre d'abord dans la région de Kaboul, mais ont été déplacés dans la province de Kandahâr concentrés à l'aérodrome de Kanadahar. À partir de 2012, les militaires canadiens déployés en Afghanistan le sont dans le cadre de la mission de formation de l'OTAN qui a pour but de former les forces de sécurité afghane. Cette mission s'est terminée en 2014. Plus de 40 000 canadiens ont servi en Afghanistan, 158 y sont morts.
Dans les années 2010, les FAC ont été impliquées dans d'autres conflits militaires notamment en Libye et en Irak.
En 1989, le Canada ouvre ses régiments de combats aux femmes. En 2016, les femmes représentent 15 % des effectifs de l'armée canadienne mais elles ne comptent que 2,4 % des forces de combat. La même année, la générale Jennie Carignan devient la première femme à commander l'infanterie du Canada.

## Opérations en cours
Le tableau ci-dessous liste toutes les opérations en cours des Forces armées canadiennes en date de septembre 2017
| Pays ou région                   | Nom de l'opération                   | Description |
| Opérations en Amérique du Nord   | Opérations en Amérique du Nord       | Opérations en Amérique du Nord |
| -------------------------------- | ------------------------------------ | --- |
| Canada                           | Opération Boxtop                     | Approvisionnement de la station des Forces canadiennes Alert |
| Canada                           | Opération Driftnet                   | Appui à Pêches et Océans Canada pour l'application du moratoire mondial sur la pêche au filet dérivant en haute mer                                                                                     |
| Canada                           | Opération Element                    | Appui aux autres partenaires du gouvernement fédéral à gérer les demandeurs d'asile à la frontière canadienne                                                                                           |
| Canada                           | Opération Lentus                     | Plan de contingence interarmées d'urgence pour offrir de l'appui aux autorités civiles dans tout le pays en cas de catastrophes naturelles                                                              |
| Canada                           | Opération Limpid                     | Mission de surveillance et de présence nationale courante aérienne, maritime, terrestre, spatiale et cybernétique                                                                                       |
| Canada                           | Opération Nanook                     | Opération annuelle dans l'Arctique canadien servant à affirmer la souveraineté canadienne |
| Canada                           | Opération Nevus                      | Entretien des installations de communication sur l'île d'Ellesmere dans l'archipel arctique canadien |
| Canada                           | Opération Nunalivut                  | Opération annuelle dans l'Arctique canadien servant à affirmer la souveraineté canadienne |
| Canada                           | Opération Nunakput                   | Opération annuelle dans l'Arctique canadien servant à affirmer la souveraineté canadienne |
| Canada                           | Opération Palaci                     | Appui à Parcs Canada pour la prévention des avalanches dans le col Rogers |
| Canada                           | Opération Sabot                      | Appui à la Gendarmerie royale du Canada pour l'éradication de la marijuana |
| Canada                           | Patrouilles de protection des pêches | Appui à Pêches et Océans Canada pour la conservation et l'application de la loi dans la zone d'exclusion économique canadienne et dans la zone de l'Organisation des pêches de l'Atlantique Nord-Ouest  |
| Canada                           | Recherche et sauvetage               | Contribution des FAC aux services pangouvernementaux de recherche et sauvetage aériens et maritimes au Canada                                                                                           |
| Canada                           | Opération Laser                      | Aide aux maisons de retraite au Québec et en Ontario et déploiement de Rangers canadiens dans le nord pendant la pandémie de Covid-19 au Canada,                                                        |
| En Amérique centrale et du Sud   |                                      | |
| Caraïbes                         | Opération Caribbe                    | Participation des FAC à l'opération Martillo combattant le trafic illicite transnational dans le bassin des Caraïbes et dans l'Est de l'océan Pacifique                                                 |
| Haïti                            | Opération Hamlet                     | Participation des FAC à la Mission des Nations unies pour la stabilisation en Haïti (2004-2017) |
| En Europe                        |                                      | |
| Islande                          | Opération Ignition                   | Participation périodique à la mission de l'OTAN sur les capacités de surveillance et d'interception aériennes afin de combler les besoins du pays en matière de préparation en temps de paix en Islande |
| Kosovo                           | Opération Kobold                     | Contribution des FAC à la Force pour le Kosovo de l'OTAN |
| Mer Baltique                     | Opération Open Spirit                | Participation des FAC à l'opération annuelle multinationale de neutralisation des restes d'explosifs de guerre dans la mer Baltique                                                                     |
| Pays baltes                      | Opération Reassurance                | Participation des FAC aux mesures de l'OTAN pour rassurer les alliés en Europe de l'Est et centrale |
| Chypre                           | Opération Snowgoose                  | Participation des FAC à la Force des Nations unies chargée du maintien de la paix à Chypre |
| Ukraine                          | Opération Unifier                    | Contribution des FAC à l'appui en entraînement militaire et en renforcement des capacités des forces de l'Ukraine                                                                                       |
| En Afrique                       |                                      | |
| République démocratique du Congo | Opération Crocodile                  | Participation des FAC à la Mission de l'ONU pour la stabilisation en République démocratique du Congo                                                                                                   |
| Afrique de l'Ouest               | Opération Frequence                  | Soutien logistique à la France pour le transport aérien entre la France et l'Afrique de l'Ouest où la France mène des opérations de lutte contre le terrorisme                                          |
| Soudan du Sud                    | Opération Soprano                    | Participation des FAC à la Mission des Nations unies au Soudan du Sud |
| Au Moyen-Orient                  |                                      | |
| Mer d'Arabie                     | Opération Artemis                    | Opération de sécurité maritime et de contre-terrorisme dans la mer d'Arabie |
| Égypte                           | Opération Calumet                    | Participation des FAC à la force multinationale et observateurs au Sinaï |
| Bahreïn Djibouti Jordanie Qatar  | Opération Foundation                 | Contribution des FAC aux quartiers généraux de l'United States Central Command, de l'United States Air Forces Central Command, des Forces martimes alliées et de l'United States Africa Command         |
| Irak                             | Opération Impact                     | Contribution des FAC à la coalition appuyant les forces de sécurité de l'Irak combattant l'État islamique en Irak et en Syrie                                                                           |
| Israël Liban Syrie               | Opération Jade                       | Participation des FAC à l'Organisme des Nations unies chargé de la surveillance de la trêve |
| Palestine                        | Opération Proteus                    | Contribution des FAC au bureau du coordonnateur américain de la sécurité pour améliorer les capacités de l'Autorité palestinienne en matière de sécurité (en)                                           |
| En Asie-Pacifique                |                                      | |
| Îles Salomon                     | Opération Render Safe                | Contribution canadienne à l'opération bisannuelle de l'Australie aux îles Salomon pour éliminer les restes d'explosifs de guerre                                                                        |